# Aci Sant'Antonio
Aci Sant'Antonio (Jaci Sant'Antoni in siciliano) è un comune italiano di 18 012 abitanti della città metropolitana di Catania in Sicilia.

## Storia
Si narra che Aci Sant'Antonio e le altre Aci trassero la propria origine da Xiphonia, misteriosa città greca oggi del tutto scomparsa; alcuni dicono si trovasse tra i comuni di Aci Catena e Aci Sant'Antonio. I poeti Virgilio e Ovidio fecero nascere il mito della fondazione alla storia d'amore tra una ninfa chiamata Galatea ed un pastorello chiamato Aci, e del ciclope Polifemo. In epoca romana esisteva una città chiamata Akis, che partecipò alle guerre puniche. La Città fu costruita sulla Via Veronica che collegava Aci Reale con Nicolosi.
Nell'anno 1169, a seguito di una forte eruzione accompagnata da forti scosse di terremoto, gli abitanti lasciarono la parte costiera e si ritirarono in queste amene contrade ricche di boschi e di abbondante legname; qui diedero vita al piccolo borgo di Casalotto. Il borgo di Casalotto sorgeva a nord-ovest dall'attuale centro urbano di Aci Sant'Antonio. Per mezzo di una struttura corporativa i rappresentanti di Casalotto si riunivano con i rappresentanti delle comunità limitrofe per decidere le sorti della zona chiamata Jaci.
La storia del borgo è strettamente collegata alle sorti del vicino e grande centro chiamato oggi Acireale fino al 1639. Sotto il dominio spagnolo, infatti, le lotte interne con la vicina Aquilia indussero gli abitanti di Casalotto e dei borghi vicini a chiedere al viceré di Palermo la separazione da Aquilia Vetere; questa fu ratificata nel 1640 a firma dei luogotenente cardinale Giannettino Doria arcivescovo di Palermo. Dopo varie lotte e scontri, l'ormai grande Aquilia si separa in Aci Inferiore (Acireale) e Aci Superiore (Città amplissima e liberalissima di Jaci Sant'Antonio e San Filippo).
Con la separazione delle Aci, la Città di Aci SS. Antonio e Filippo ingloba diverse comunità e centri limitrofi odierni come, oltre al comune qui trattato, Aci San Filippo, Aci Catena, Aci Trezza, Aci Santa Lucia, Aci Valverde, Aci Castello, Aci Bonaccorsi, Viagrande  estendendosi fino a Bongiardo (frazione di Santa Venerina) e Pisano (frazione di Zafferana Etnea).

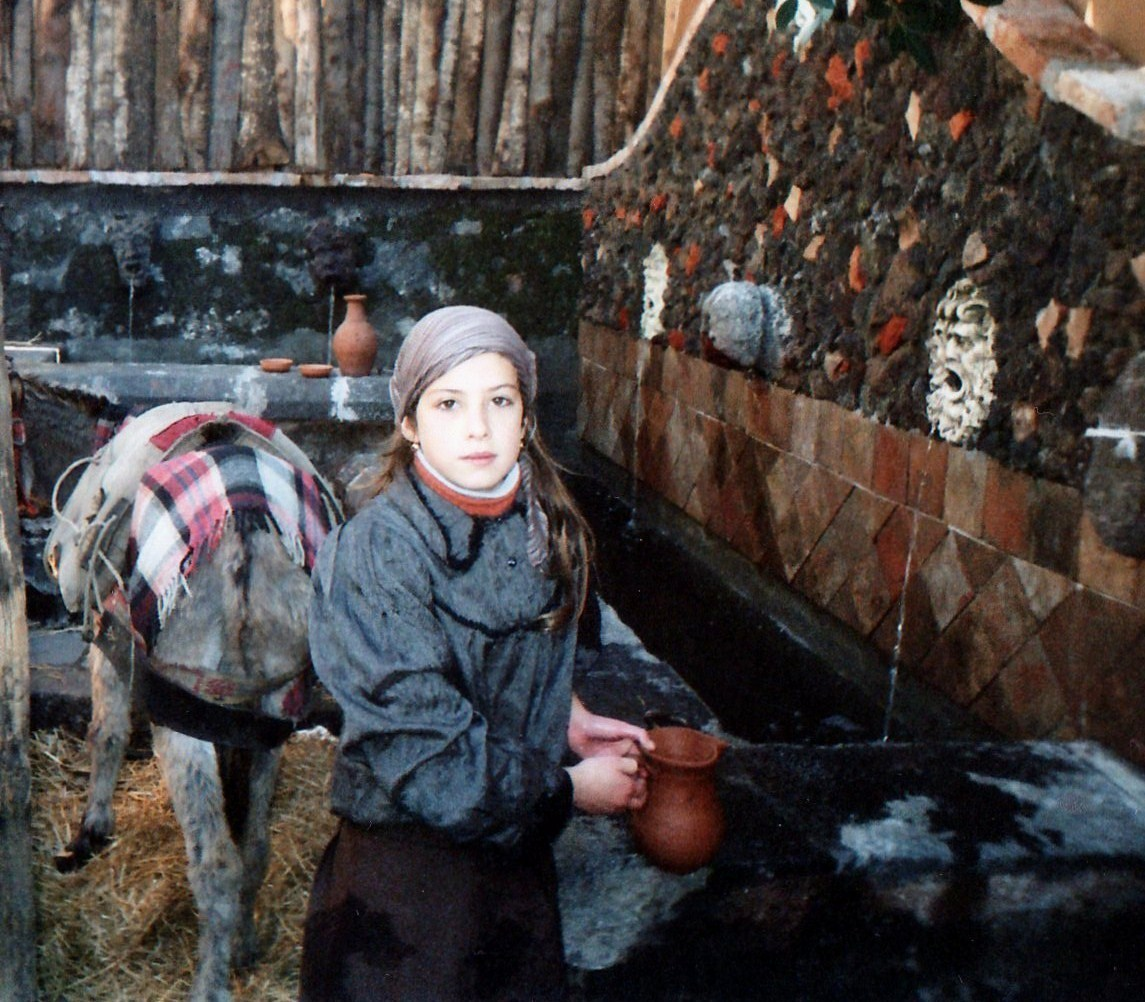
Una giovane artigiana siciliana prepara la scena di un presepe vivente a Santa Maria la Stella, Antichi Mestieri, 2005

Non essendo in grado di pagare i tributi, nel 1644 la nuova Città sarà venduta alla famiglia Massa, nel 1645 alla famiglia Diana ed infine nel 1651 alla famiglia Riggio, sotto la cui dominazione sarebbe rimasta per più di un secolo. Stefano Riggio Santo Stefano, principe di Campofiorito, otteneva nel 1672 il titolo di principe di Aci Santi Antonio e Filippo. A lui si devono i palazzi di Aci Sant'Antonio e di Aci Catena destinati ad essere gli edifici civili più ragguardevoli dei due centri. Morto Stefano, l'investitura passò successivamente al nipote Stefano Riggio Saladino (1680), a Luigi Riggio Branciforte (1704) ed infine a Stefano Riggio Gravina (1758), la cui morte segna la fine della dominazione baronale. Nel 1792 fu stabilita la ricompra e con atto pubblico la Città di Aci Santi Antonio e Filippo diventò comune libero.
Approvata e sanzionata la costituzione del Regno di Sicilia, Aci Sant'Antonio è presente nella "mappa" dei comuni (1812) che avevano diritto a mandare un proprio rappresentante alla Camera. Intanto il continuo rinnovarsi di contrasti interni tra Aci Sant'Antonio e Aci Catena e San Filippo determinava nel 1826, con decreto di Francesco I, la costituzione di due comuni: quello di Aci Sant'Antonio in particolare risultava composto dal centro di Aci Sant'Antonio e Valverde e dalle borgate di Maugeri, Carminello, Casalrosato, Fontana, Morioni, Belfiore, Lavinaio e Monterosso. In pari data le borgate di Pisano e Bongiardo tolte ad Aci Sant'Antonio passavano al nuovo comune di Zafferana Etnea. Ultima notazione da aggiungere è il distacco e la costituzione del comune di Valverde il 14 aprile 1951.

### Simboli
Lo stemma e il gonfalone sono stati concessi con decreto del presidente della Repubblica del 18 settembre 1984.
Il gonfalone è un drappo di bianco.

## Monumenti e luoghi d'interesse
- Chiesa Madre di Sant'Antonio Abate
- Chiesa di San Michele Arcangelo
- Chiesa di San Biagio
- Chiesa della Madonna della Mercede
- Chiesa di Maria Santissima delle Grazie
- Chiesa di Maria Santissima degli Ammalati
- Chiesa di Maria Santissima dei Tribolati
- Chiesa della Madonna della Stella, nella frazione di Santa Maria la Stella
- Chiesa di Santa Maria de La Salette, nella frazione di Lavinaio
- Chiesa di Sant'Antonio di Padova, nella frazione di Monterosso
- Santuario di Maria Santissima Ritornata, nella frazione di Lavina
- Palazzo Cantarella
- Palazzo Riggio Carcaci Guarrera
- Museo del Carretto Siciliano
- Parco di Casalotto
- Bosco di Aci
- Monte Rosso
- Statua Domenico Di Mauro
- Monumento Juan Manuel Santisteban

## Società

### Evoluzione demografica
Abitanti censiti

### Religione
La religione più diffusa tra la popolazione di Aci Sant'Antonio è il cattolicesimo, e le parrocchie che sorgono nel suo territorio, fanno parte della diocesi di Acireale.
La cittadina ha come santo patrono Sant'Antonio abate un culto antichissimo che risale agli ultimi anni del cinquecento, il giorno festivo è il 17 Gennaio. Con cadenza biennale, in periodo estivo, si celebra la Festa Grande (Festa Ranni) durante la quale sfilano i celebri carretti siciliani trainati da cavalli, vengono installate le luminarie nelle vie principali del paese (conosciute come le più grandi della Sicilia), ma soprattutto sfilano i cerei raffiguranti la vita e le gesta del Santo e dedicati a quattro categorie specifiche: gli agricoltori (o impiegati), i carrettieri (o commercianti), i contadini e i mastri artigiani.
È presente anche una piccola comunità dei Testimoni di Geova.

### Etnie e minoranze straniere
Gli stranieri residenti ad Aci Sant'Antonio sono 246 e rappresentano l'1,4% della popolazione residente.
La comunità straniera più numerosa è quella proveniente dalla Romania con il 26,4% di tutti gli stranieri presenti sul territorio, seguita dall'Albania (9,8%) e dal Marocco (9,3%).

## Cultura
Aci Sant'Antonio è nota come "città del carretto siciliano", al quale è dedicato un museo. Vi è inoltre una forte tradizione per quanto riguarda la pittura dei carretti.

### Cinema
Alcune scene del film Il figlioccio del padrino, diretto da Mariano Laurenti e con Franco Franchi, sono state girate ad Aci Sant'Antonio. Nel film, infatti, sono riconoscibili la Chiesa Madre e Via Vittorio Emanuele, una delle vie principali della città.

## Amministrazione
Di seguito è presentata una tabella relativa alle amministrazioni che si sono succedute in questo comune.
| Periodo        | Periodo        | Primo cittadino     | Partito                         | Carica  | Note   |
| -------------- | -------------- | ------------------- | ------------------------------- | ------- | ------ |
| 4 giugno 1985  | 29 maggio 1990 | Salvatore Urso      | Democrazia Cristiana            | Sindaco | [ 6 ]  |
| 29 maggio 1990 | 3 maggio 1993  | Salvatore Urso      | Democrazia Cristiana            | Sindaco | [ 6 ]  |
| 21 giugno 1993 | 13 giugno 1994 | Alfio Rapisarda     | Democrazia Cristiana            | Sindaco | [ 6 ]  |
| 13 giugno 1994 | 8 giugno 1998  | Domenico Presti     | Alleanza Nazionale              | Sindaco | [ 6 ]  |
| 8 giugno 1998  | 10 giugno 2003 | Alfio Pulvirenti    | Democratici di Sinistra         | Sindaco | [ 7 ]  |
| 10 giugno 2003 | 17 giugno 2008 | Alfio Pulvirenti    | Unione di Centro                | Sindaco | [ 8 ]  |
| 17 giugno 2008 | 26 giugno 2013 | Giuseppe Cutuli     | Movimento per l'Autonomia       | Sindaco | [ 9 ]  |
| 26 giugno 2013 | 11 giugno 2018 | Santo Orazio Caruso | Partito Democratico             | Sindaco | [ 10 ] |
| 11 giugno 2018 | 15 giugno 2023 | Santo Orazio Caruso | Partito Democratico             | Sindaco |        |
| 15 giugno 2023 | in carica      | Quintino Rocca      | lista civica di centro-sinistra | Sindaco | [ 11 ] |

### Altre informazioni amministrative
Il comune di Aci Sant'Antonio fa parte delle seguenti organizzazioni sovracomunali: regione agraria n.7 (Colline litoranee di Acireale).

## Sport
In ambito calcistico, la principale rappresentanza del paese è il Città di Aci S. Antonio, che partecipa al campionato di Eccellenza 2024/2025. Il suo miglior risultato è stato la semifinale play-off di Eccellenza nella stagione 2020/2021. Disputa le partite casalinghe allo stadio comunale di Aci Sant'Antonio.

## Galleria d'immagini

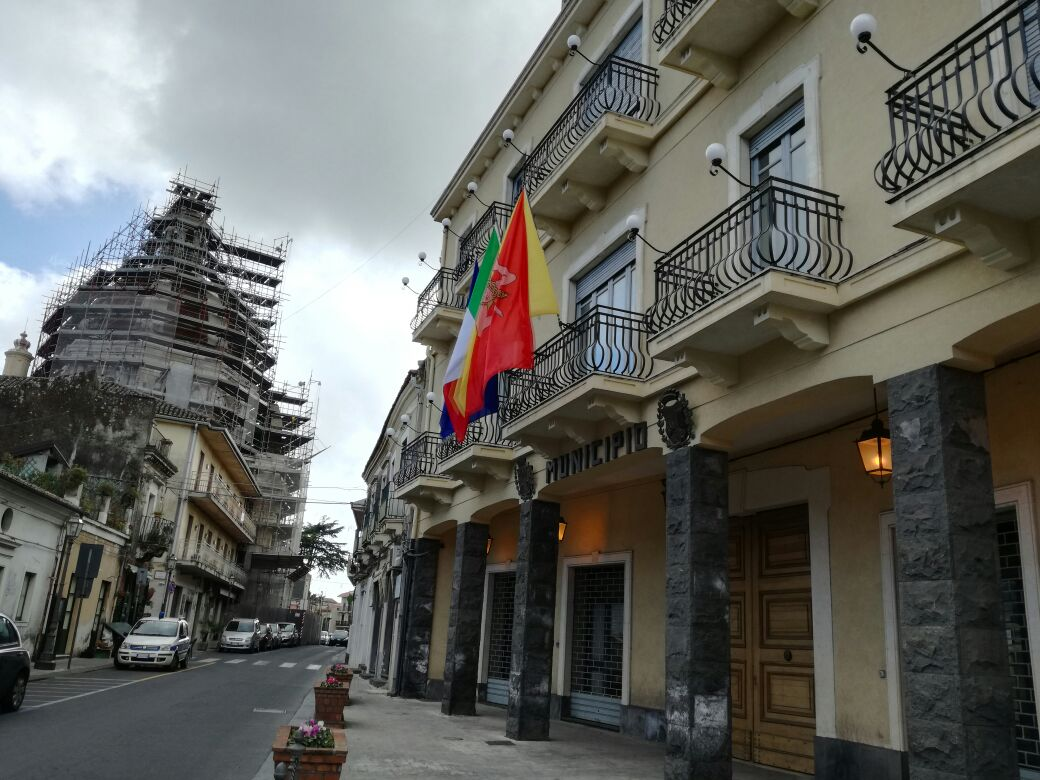
Municipio
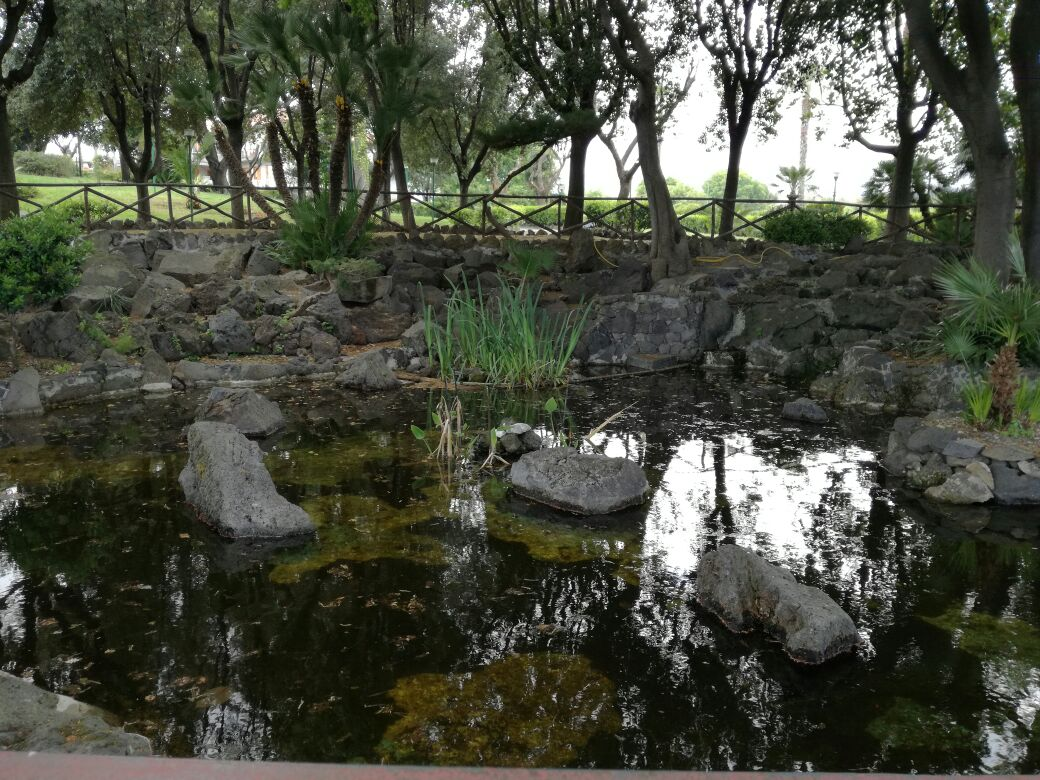
Villa comunale
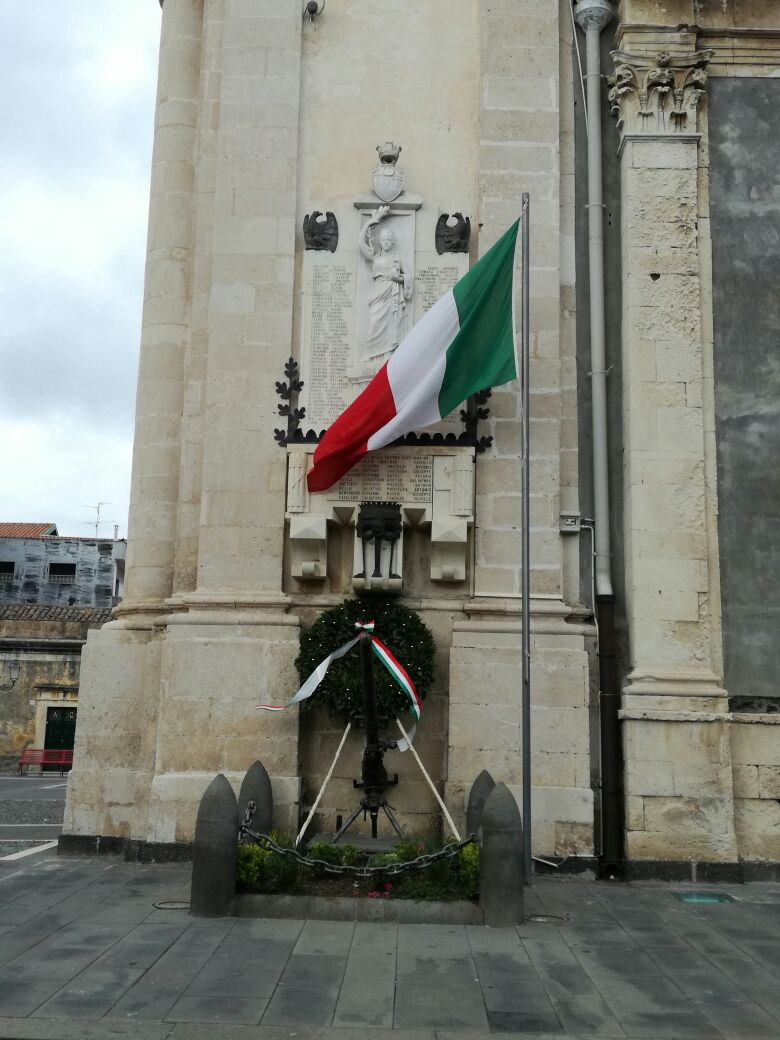
Monumento ai Caduti